# 明长陵
明长陵为明朝第三位皇帝明成祖朱棣的陵墓，位于北京市昌平区天寿山下。为明十三陵的第一陵，也是主陵。陵内安葬明成祖朱棣和徐皇后。长陵于永乐七年（1409年）开始修建，永乐十三年（1415年）完工。

## 概况
长陵的陵宫建筑是十三陵中保存最多也是最好的。其朝向南偏西9度，现存建筑有宝城、明楼、石五供、两柱牌楼门（棂星门）、祾恩殿、祾恩门、碑亭以及三进院落的宫墙和因墙而设的陵门、角门等。地宫未发掘，同时没有被盗墓记录。长陵目前对公众开放。
明长陵为永乐皇帝和皇后徐氏的合葬墓。是永乐皇帝建北京皇宫（故宫）的第三年（公元1409年）自建的“寿宫”。陵园规模宏大，用料严格考究，施工精细，工程浩繁，营建时日旷久，仅地下宫殿就历时四年。 
陵区南起石牌坊，北倚天寿山主峰。四面环山，绿树丛丛。南面又有龙虎两山左右对峙，势如门户。当中奔流不息的山水自西向东而去，好似天然的护陵河。

## 营造历史

### 选址
明成祖在位时，以礼部尚书赵羾牵头，组建陵寝选址团队，有风水术士廖均卿、钦天监阴阳训术曾从政、知县王侃、给事中马文素、钦天监阴阳人刘玉渊、僧人吴永（又名“非幻和尚”，衢州府宝陀庵住持僧），以及游朝宗、王贤等。
除天寿山黄土山外，廖均卿等还曾赴京西潭柘寺、香山，以及京北怀柔洪罗山、昌平阳山茶湖岭等勘查，以供朱棣选取。
长陵所在地原名康家庄楼子营，北靠天寿山主峰，其址原名黄土山。

### 营建
明永乐七年（1409年）五月八日，朱棣下诏封黄土山为天寿山，赐廖均卿金剑、银锄，点定陵穴。朱棣派遣武安侯郑亨祭告兴工，武义伯王通率军民工匠动工营建。
朱棣曾在永乐八年九月亲临现场视察，永乐十一年正月，玄宫建成，皇后徐氏的棺椁从南京运抵正式安葬，并命名“长陵”。

## 现存建筑

### 神道
长陵神道既是长陵之神道，也是整个十三陵的总神道。其建筑由南向北依次为：

#### 石牌坊
以白石及青白石雕琢组装而成，形制仿木构牌楼，面阔五间，顶部有主楼五座、夹楼四座、边楼两座，支撑楼体的石柱为六根。

#### 大红门
建筑大体完善，形制为单檐庑殿顶，黄琉璃瓦，下承石雕冰盘，檐下辟券门三洞。两侧各有下马碑一座，上刻楷书“官员人等至此下马”。

#### 长陵神功圣德碑亭
形制为重檐歇山顶，本身平面呈正方形，四面各辟券门。碑亭四壁及台基均为明朝建筑，亭内石条券顶为清朝乾隆年间修葺。亭内长陵神功圣德碑，螭首龟趺，高8.1米，碑首正面篆刻“大明长陵神功圣德碑”，碑身正面为明仁宗朱高炽撰写的碑文，背面为清乾隆帝所写《哀明陵三十韵》，左侧为乾隆帝御制诗，右侧为清嘉庆帝御制文。碑亭四隅各有一座华表，均保存完好。

#### 神道建筑
神功圣德碑亭北部为两座石望柱，柱身遍雕云纹，作为神道起点。柱北为石像生，均成对出现，由南向北依次为狮、獬豸、骆驼、象、麒麟、马（各两对，前卧后立），将军、品官、功臣（各二对），共计十八对三十六尊。最后为龙凤门，其石雕与台基为明朝建筑。

### 陵宫建筑

#### 陵宫正门
为陵宫建筑正门，单檐歇山顶，面阔五间，设有券门三道，下有御路石雕。

#### 祾恩门
大木架构仍为明朝原有建筑形制，单檐歇山顶，面阔五间，进深二间，台基为单层须弥座形，但不前出月台。在陵宫正门与祾恩门之间东侧有一座明朝嘉靖年间增修的小碑亭，内有龙趺碑一座。

#### 祾恩殿

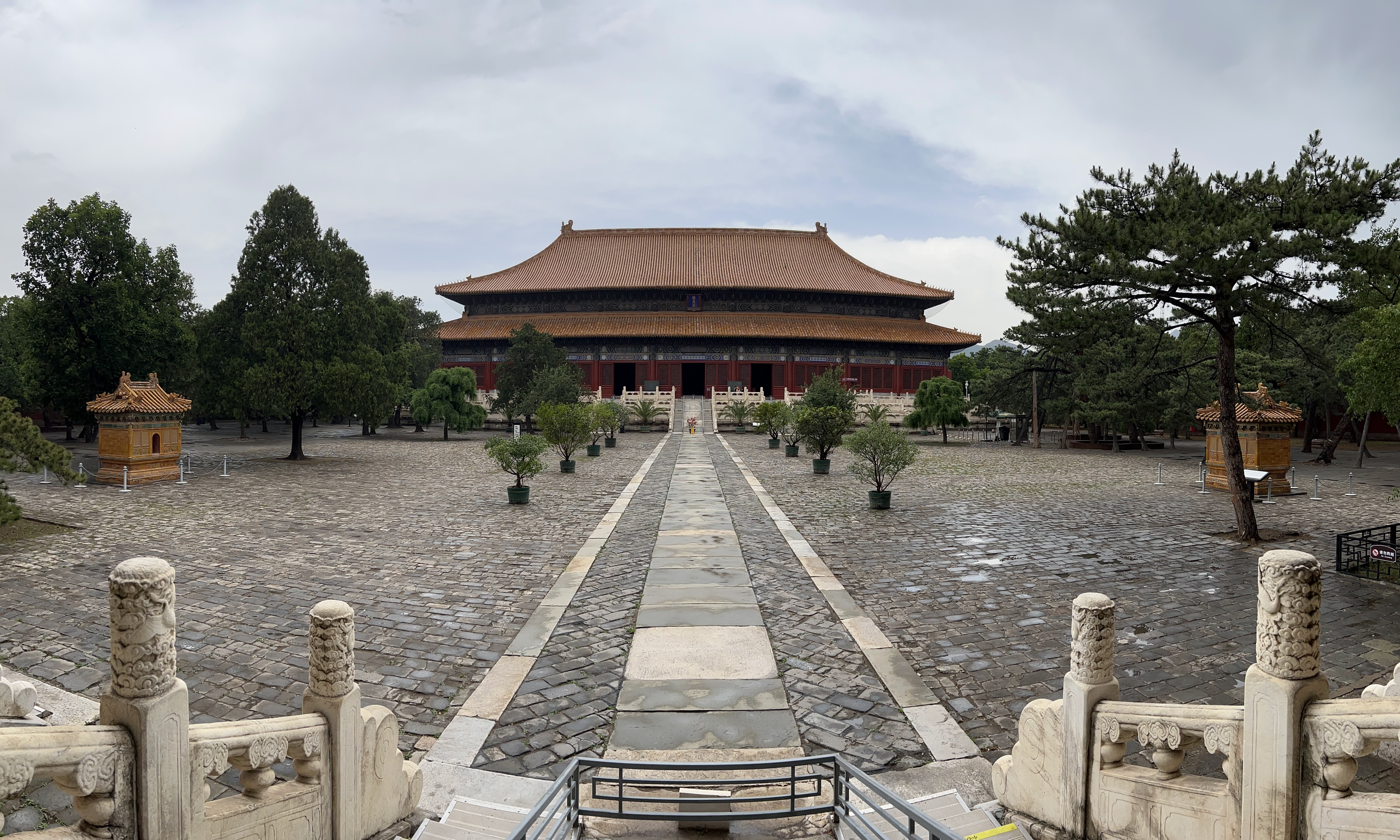
明长陵祾恩殿全景

陵宫主建筑为祾恩殿，永乐十四年三月一日建成，赵王朱高燧奉命将徐皇后的神位安置其中。
祾恩殿保存至今，基本完好。位于三层汉白玉石栏杆围绕的须弥式台基和一层陡板式的小台基上。台基之前出有三层月台，与台基连为一体。三层台基、月台皆有石雕护栏。大殿的柱网排列，采用“九五”规制（面阔九间，进深五间），排列规整。殿内的大木结构为叠梁式构架体系，重檐庑殿式，不堆山。梁柱等各构件用材粗壮，且均采用整材金丝楠木加工而成。殿宇各构件的结构形式具有典型的明代早期建筑特色。

祾恩殿前两侧各有神帛炉一座，均为明朝原件。

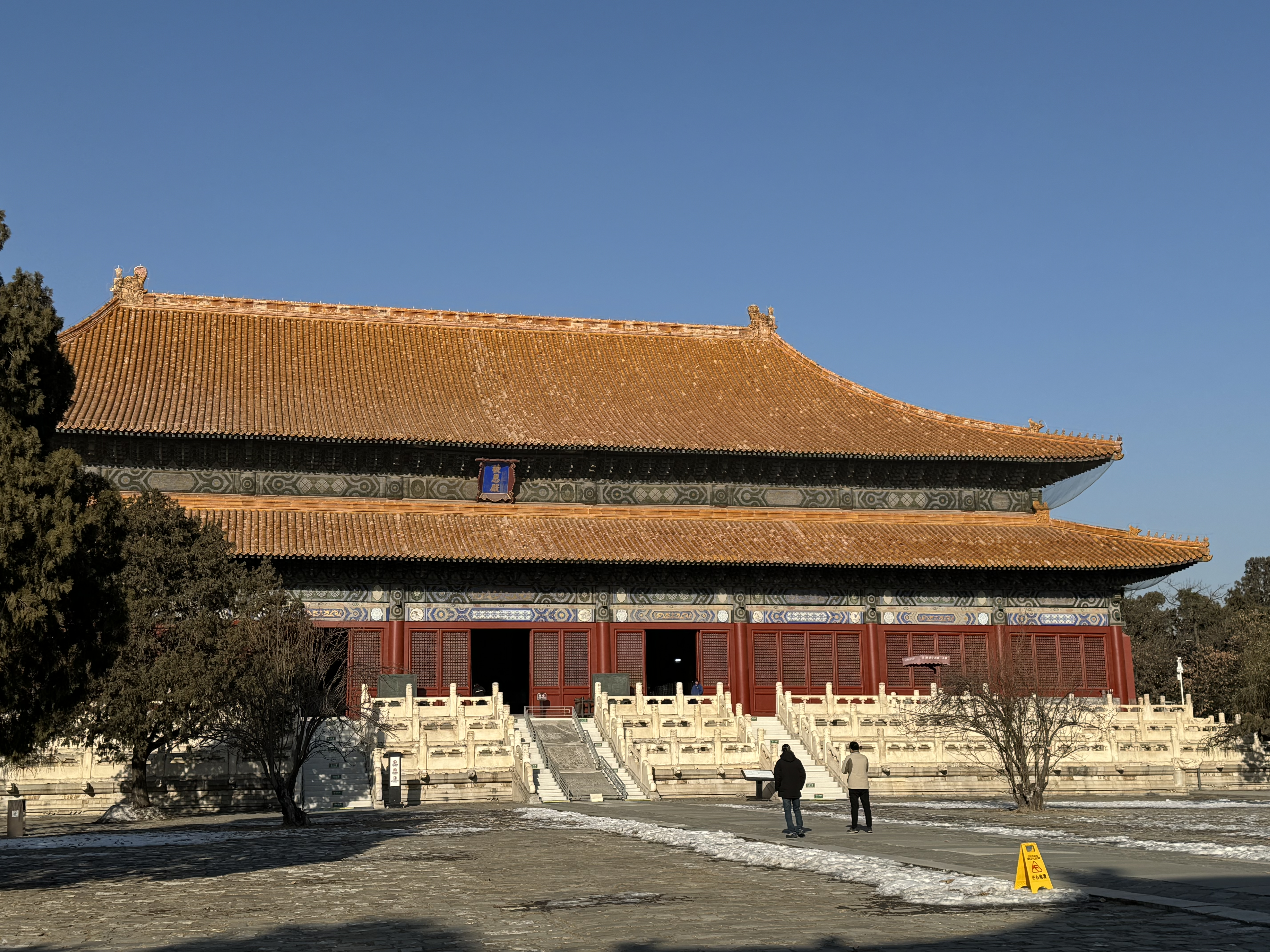
祾恩殿
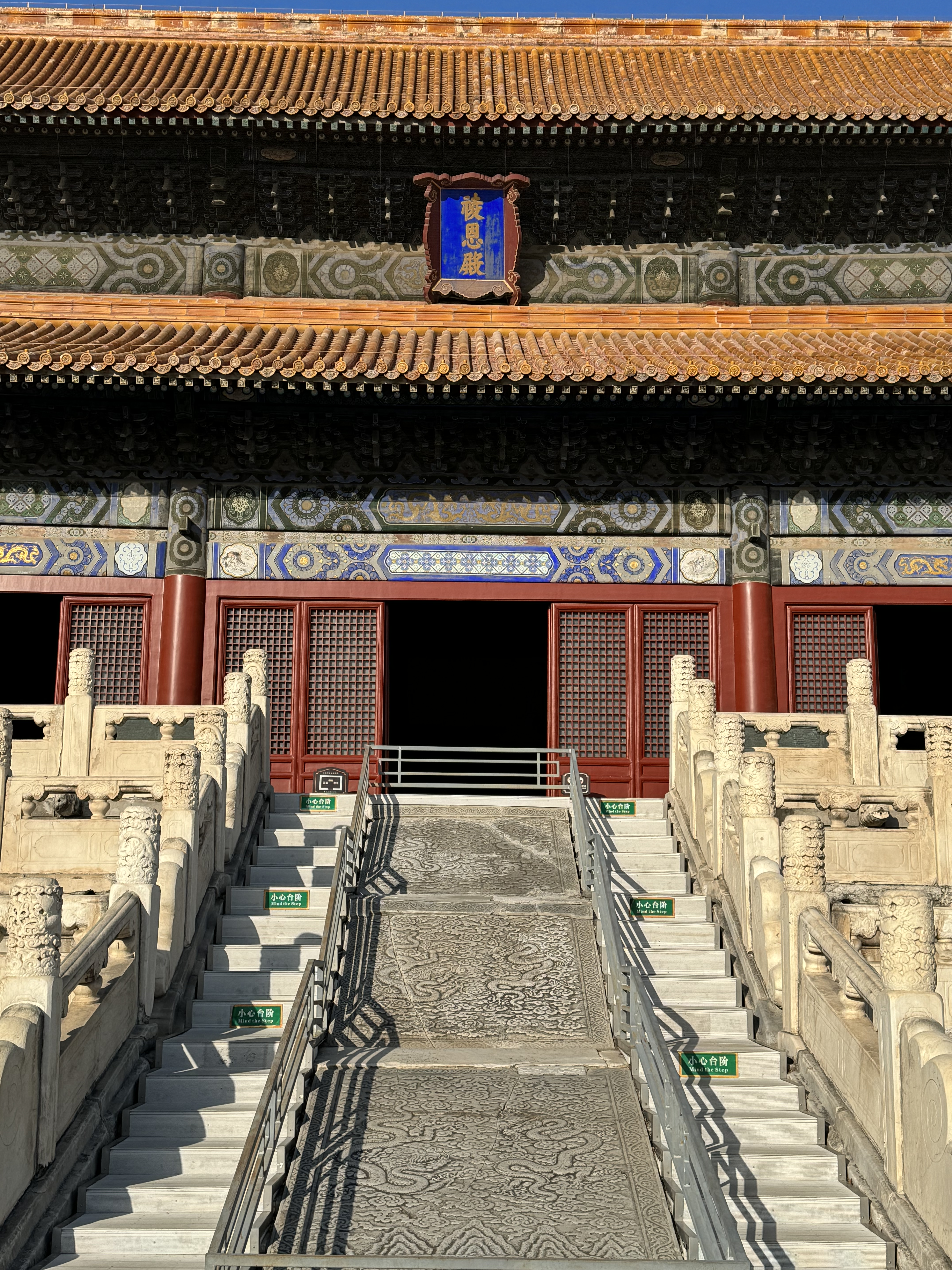
祾恩殿
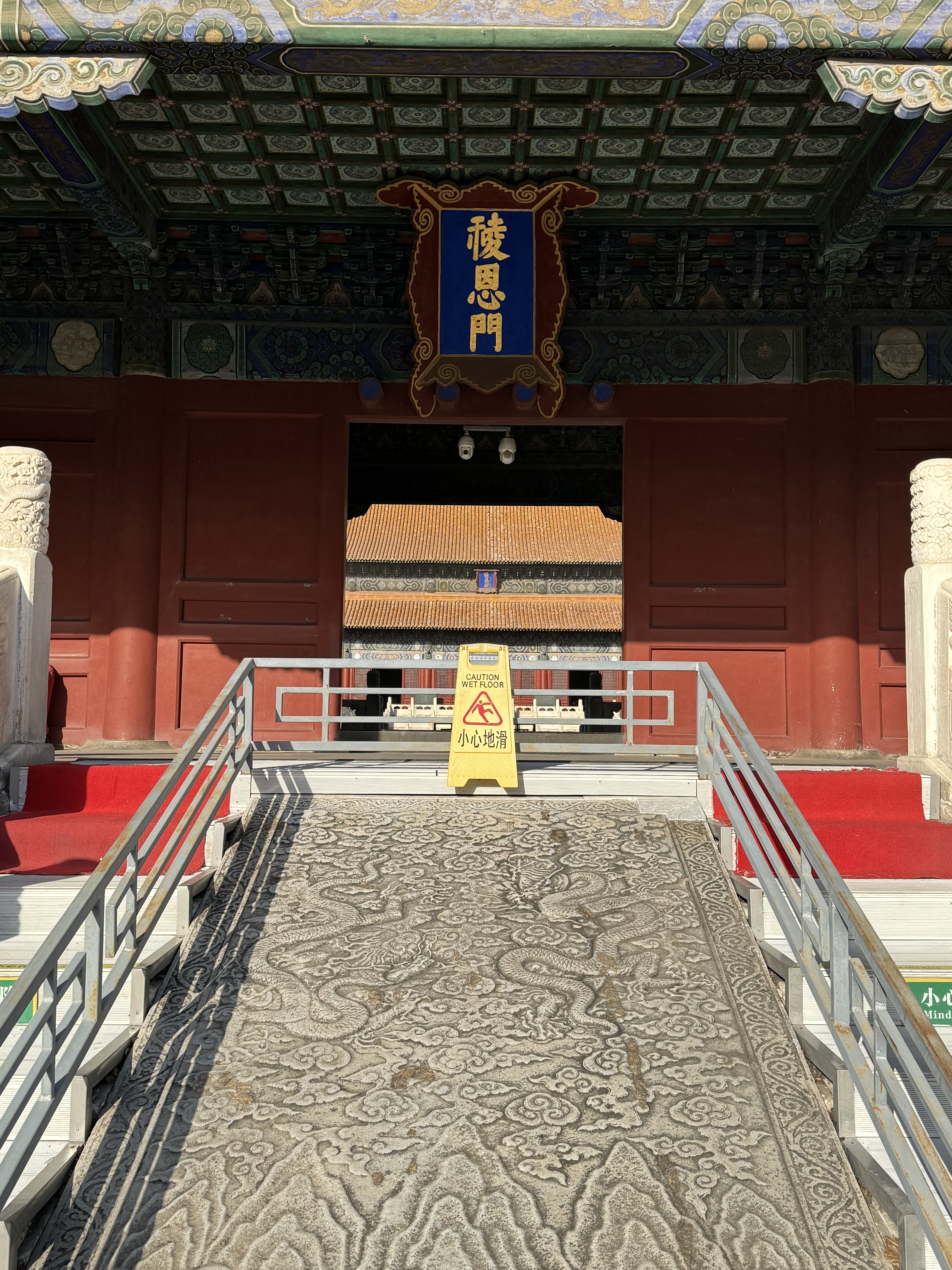
裬恩门望向祾恩殿

#### 第三道院陵门
位于祾恩殿以北，形制与陵宫正门相同，不过御路石雕为素面。

#### 宝城
宝城之前由南向北依次为二柱牌楼门（棂星门）、石五供。宝城经过修葺，城墙、城台均较完整，城台下部承有石雕须弥座，承台内有“T”字形走向瓮道通向明楼。明楼平面为正方形，重檐歇山式，黄琉璃瓦，内有一座圣号碑，为明神宗朱翊钧万历年间重立之碑，正面碑额篆刻“大明”二字，碑身正面“成祖文皇帝之陵”，碑座须弥式，碑身涂朱，其后为宝顶，下为地下玄宫。

### 使用
永乐十一年（1413年）二月，长陵玄宫落成，永乐五年（1407年）七月四日去世的仁孝文皇后移葬入陵。
永樂二十二年（1424年）七月十八日，明成祖朱棣崩逝於榆木川（今中國內蒙古自治區錫林郭勒盟多倫縣），享壽六十四岁。返京后归葬入陵。明成祖驾崩后，16位嫔妃殉葬，一同葬入长陵。

## 图集

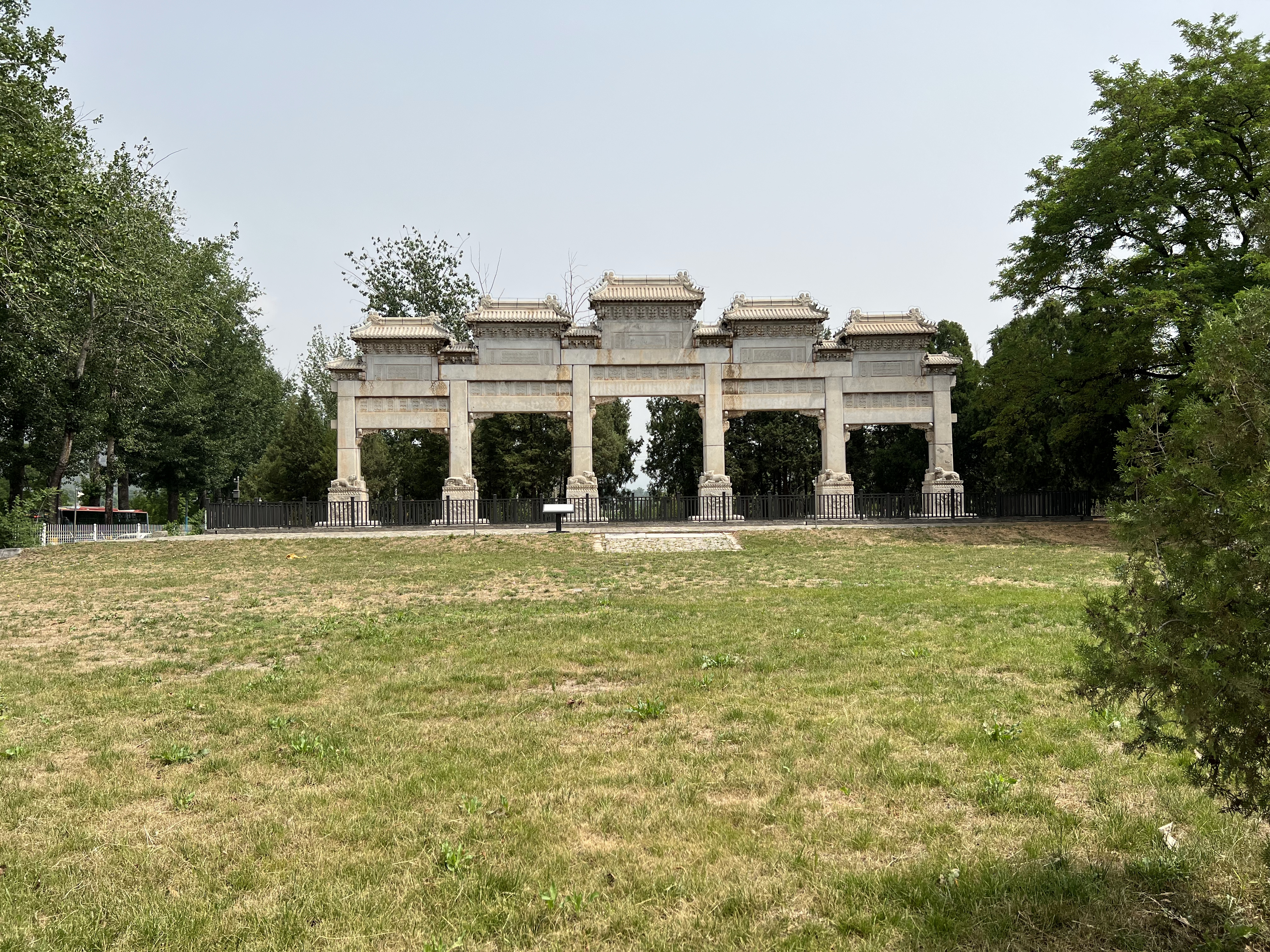
明十三陵石牌坊
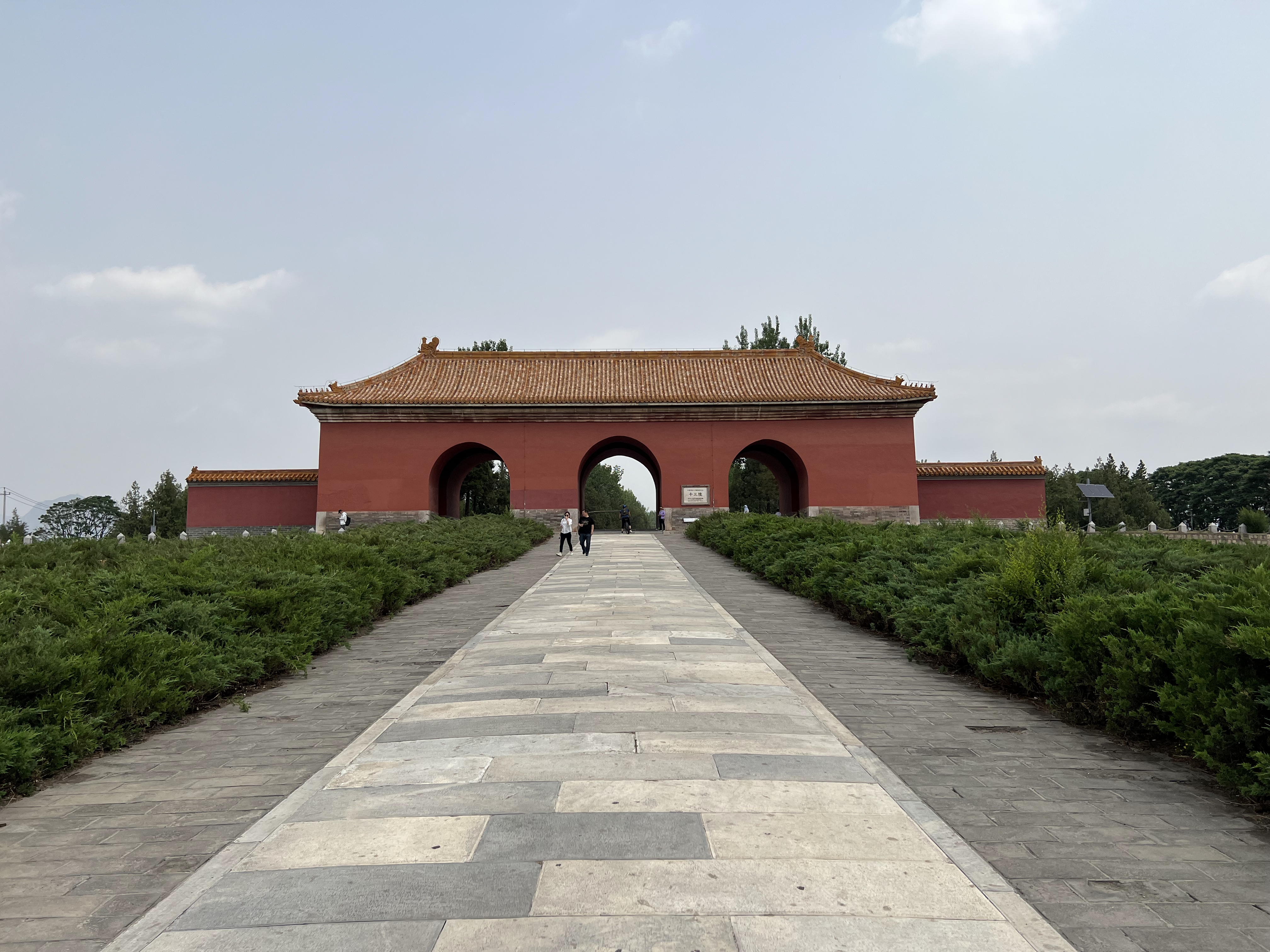
明十三陵大红门
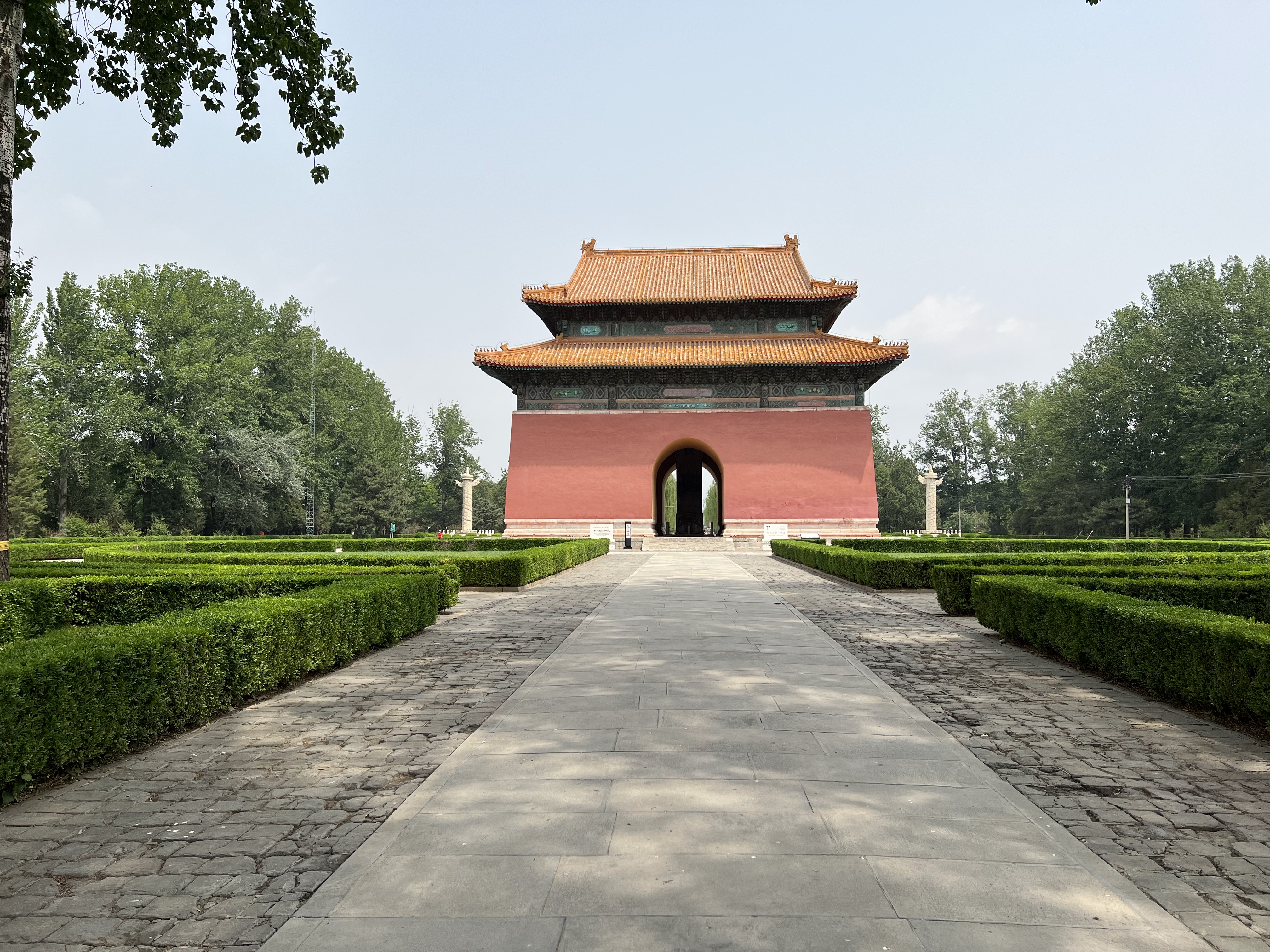
明长陵神功圣德碑亭
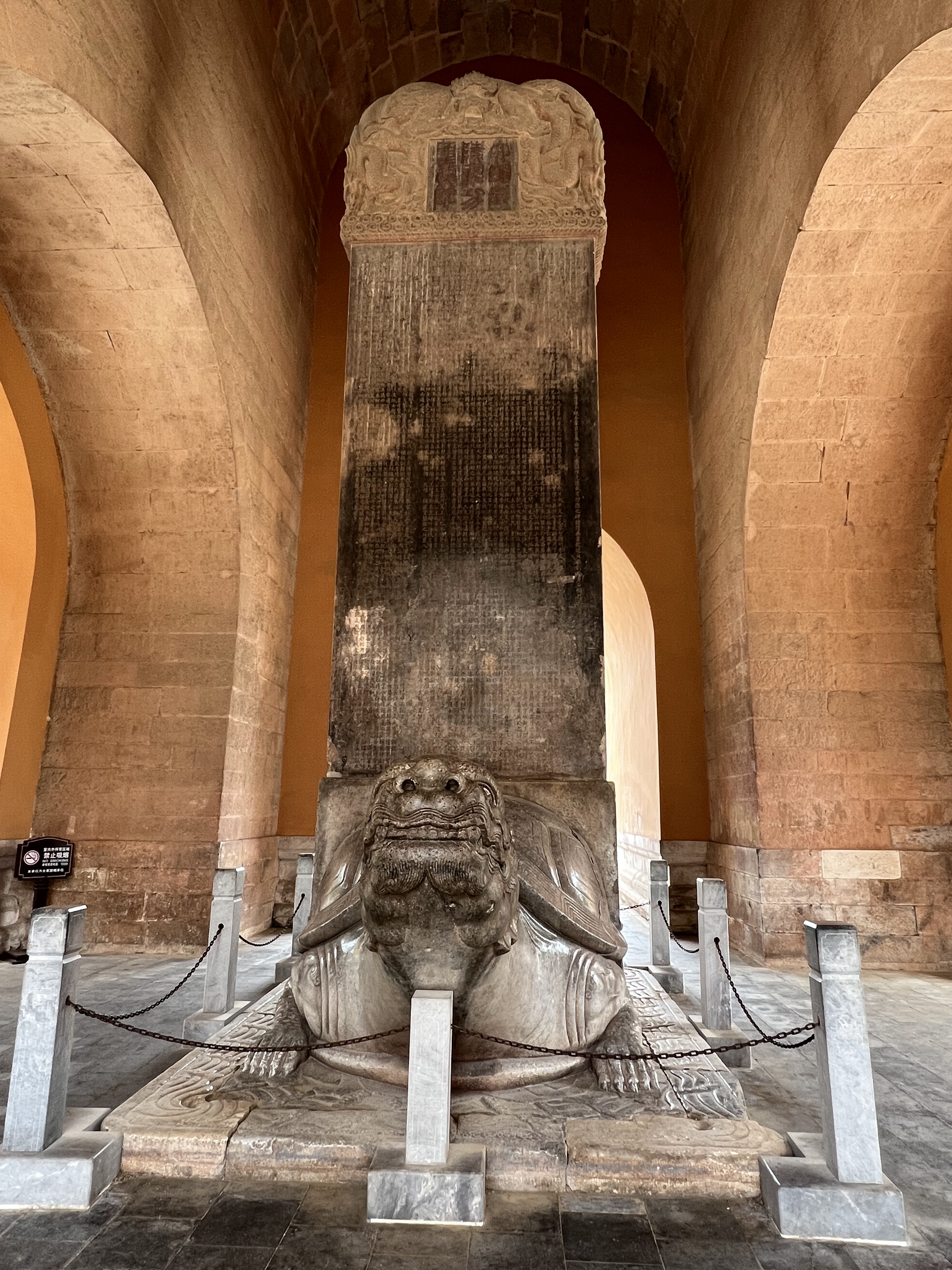
明长陵神功圣德碑
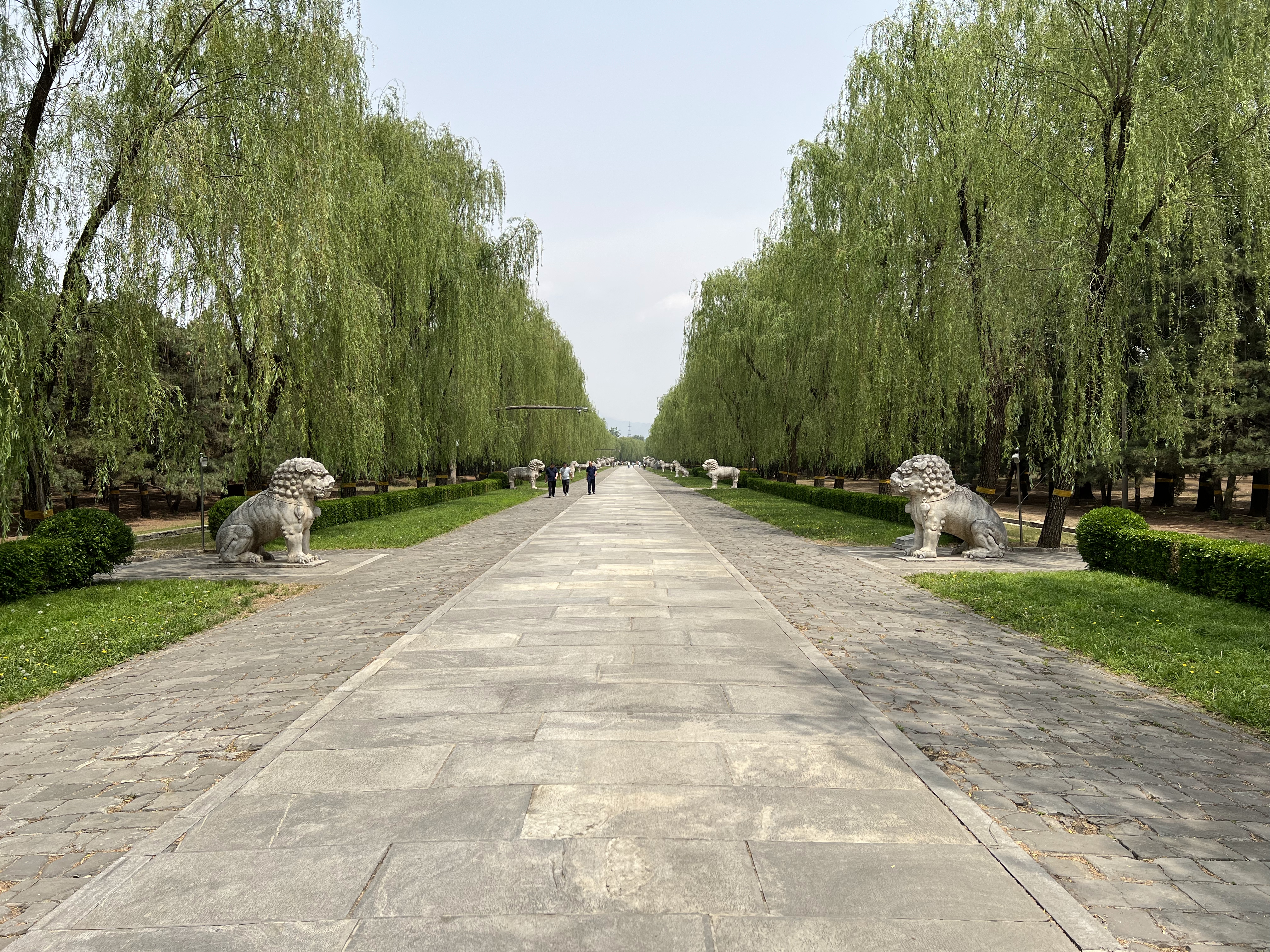
明长陵神道
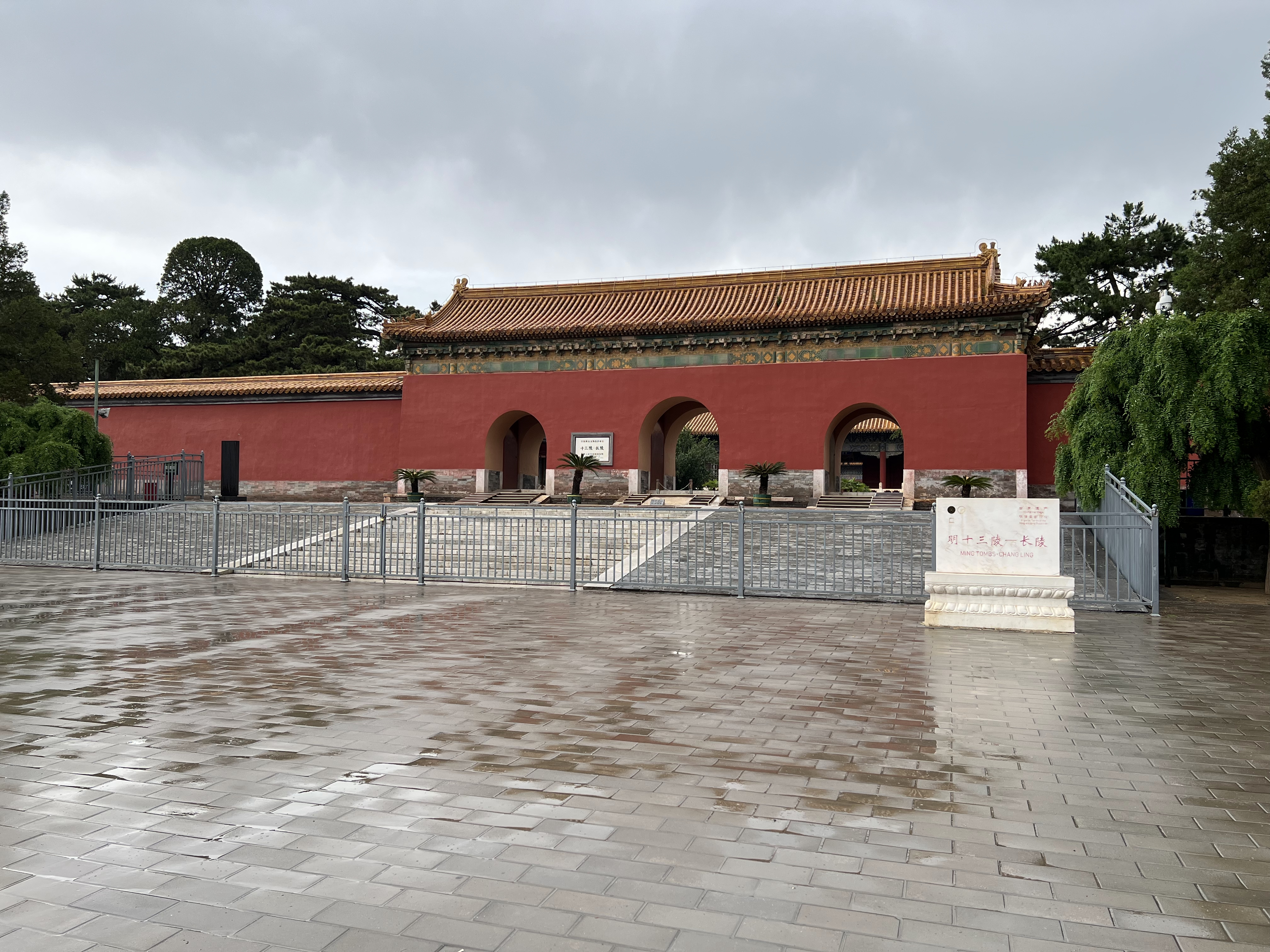
明长陵陵宫正门
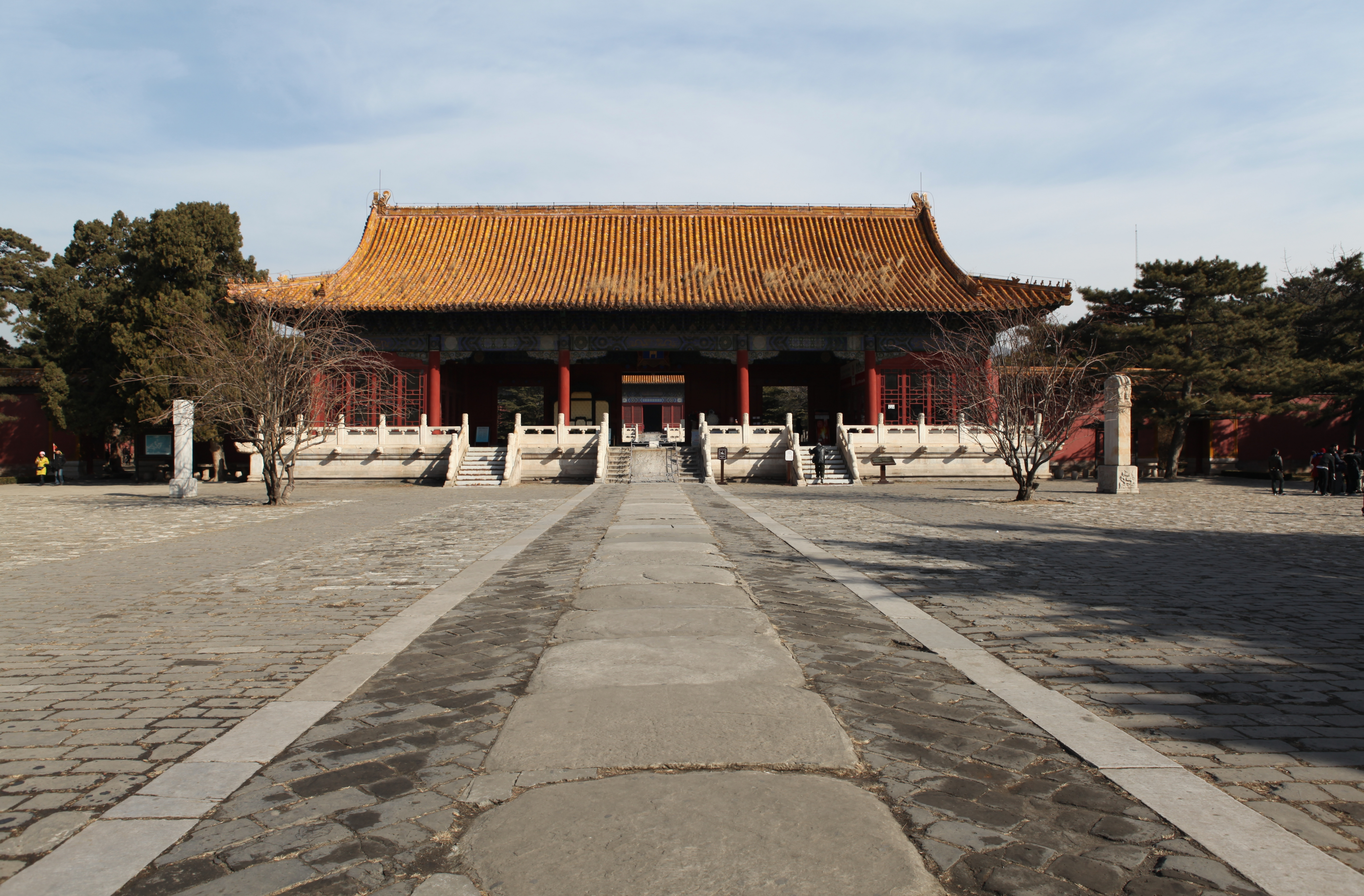
长陵祾恩门
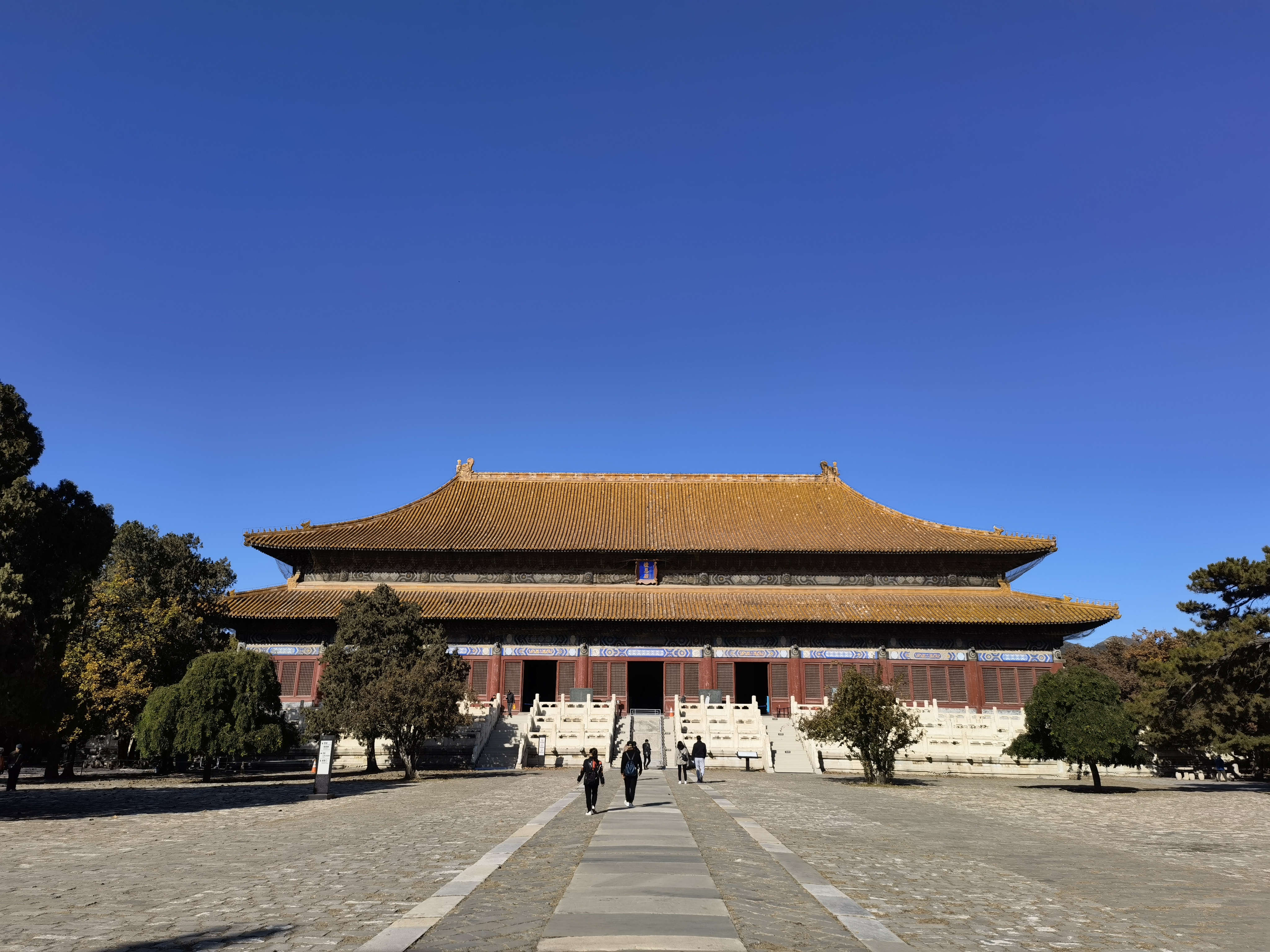
长陵祾恩殿
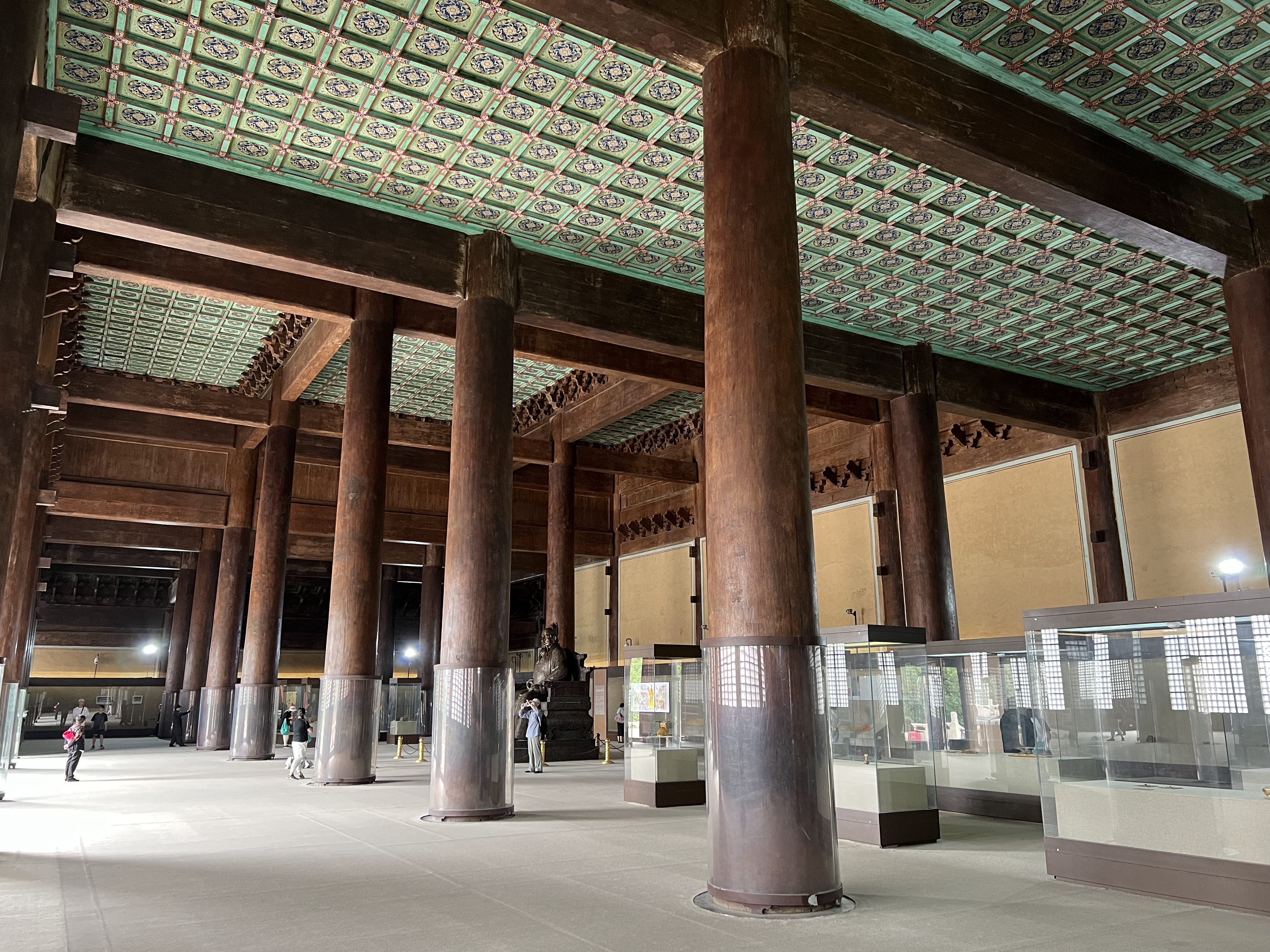
明长陵陵恩殿内景
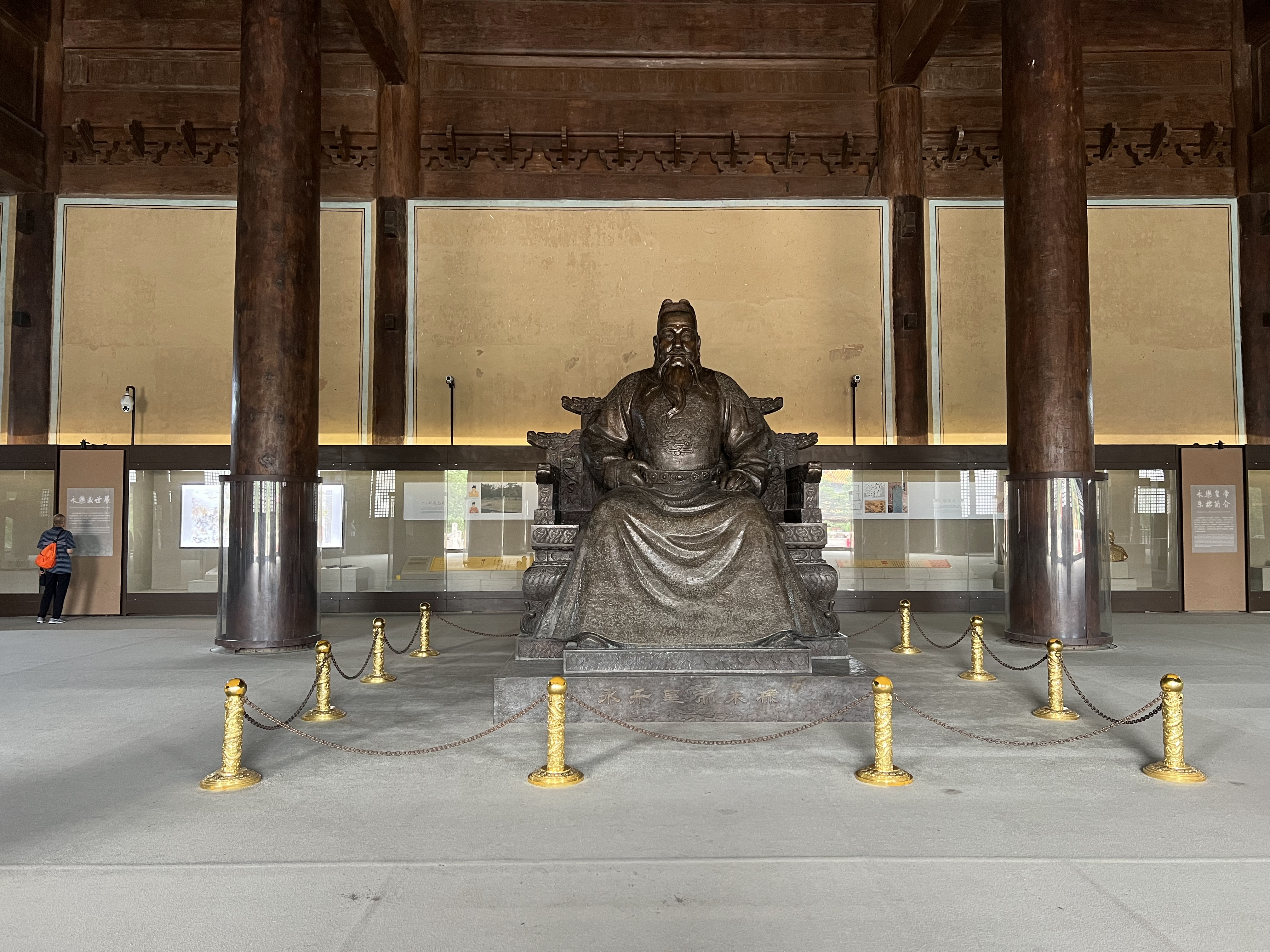
明长陵祾恩殿内明成祖朱棣铜像
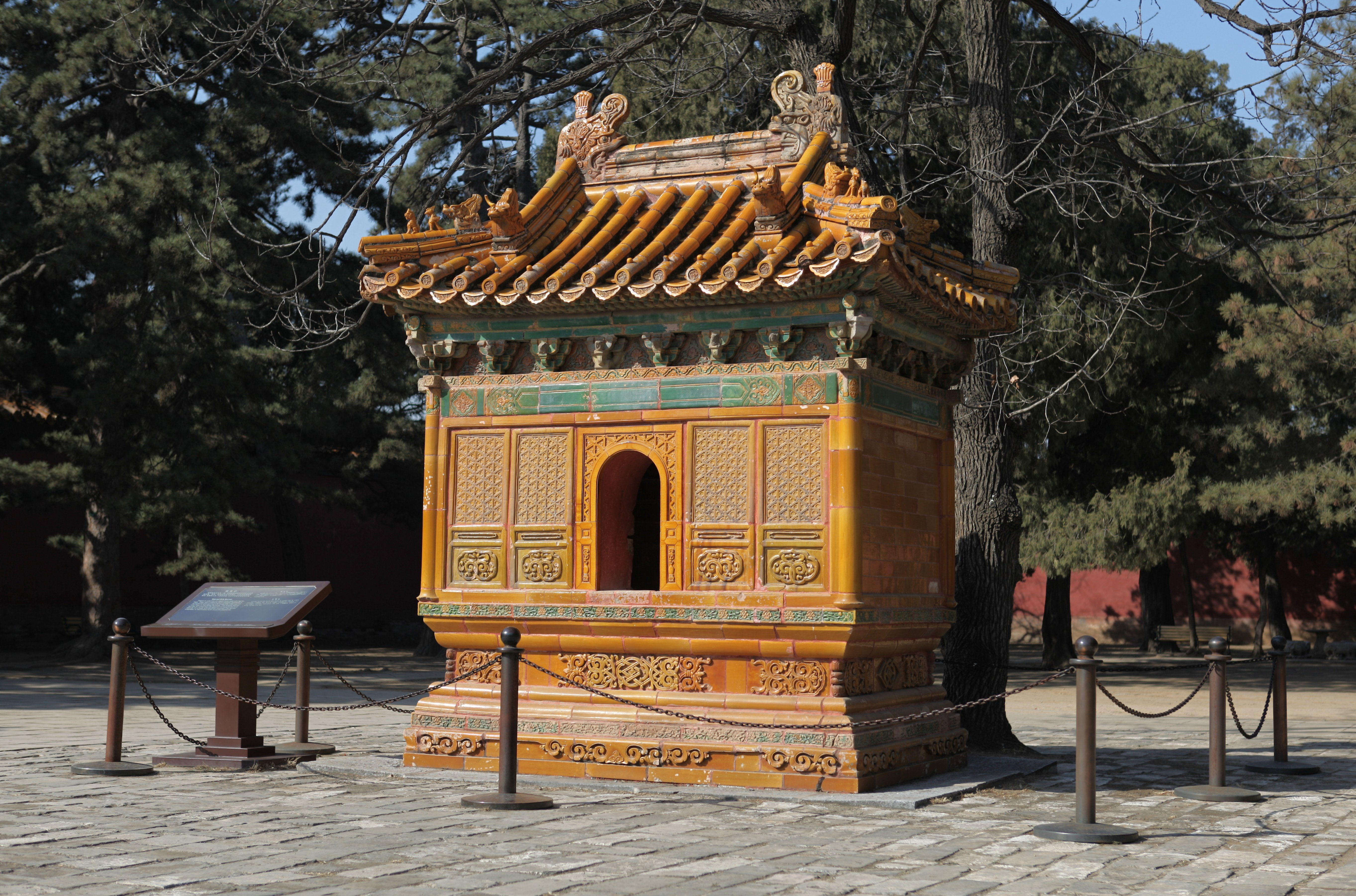
长陵焚帛炉
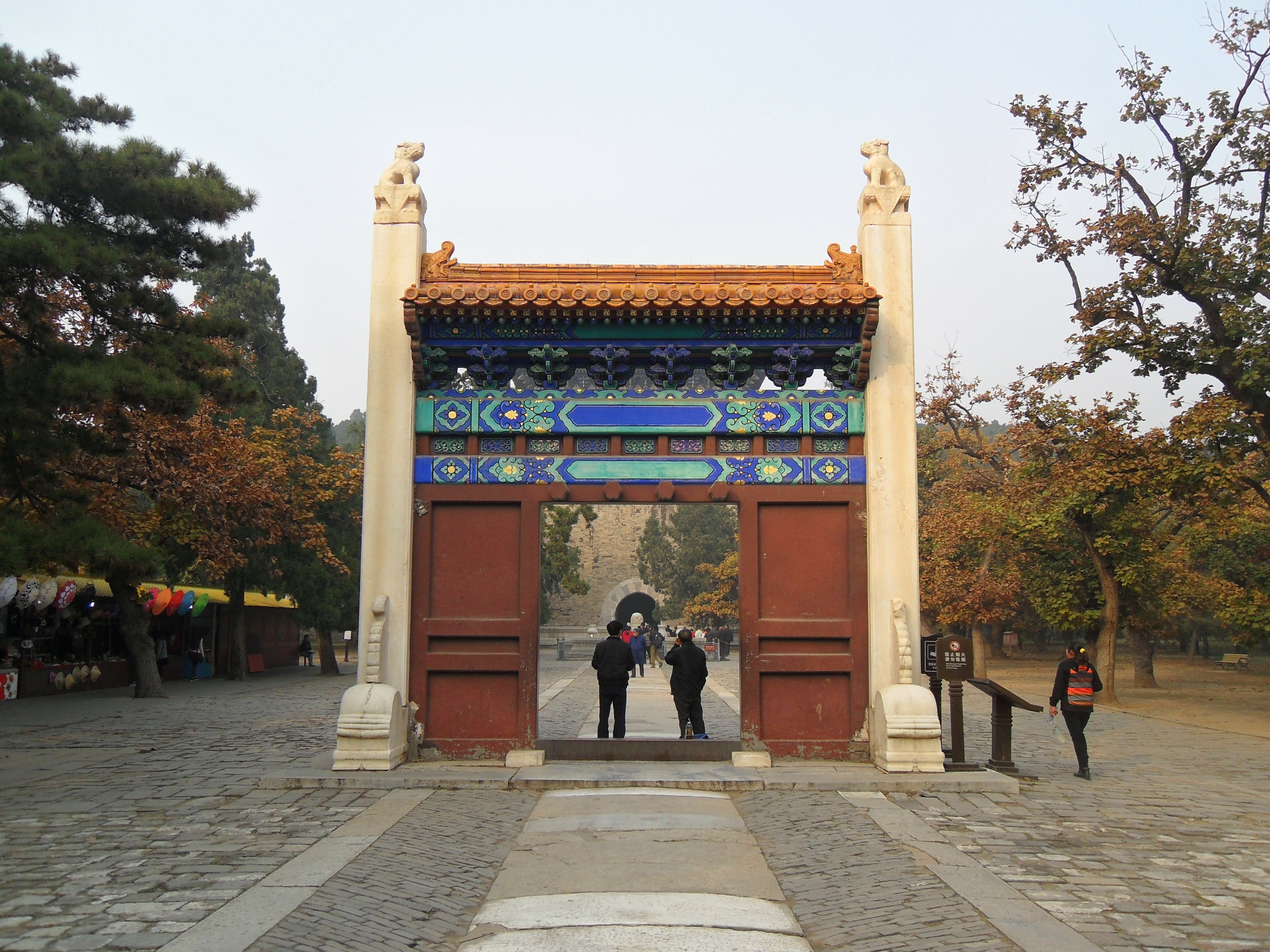
长陵棂星门
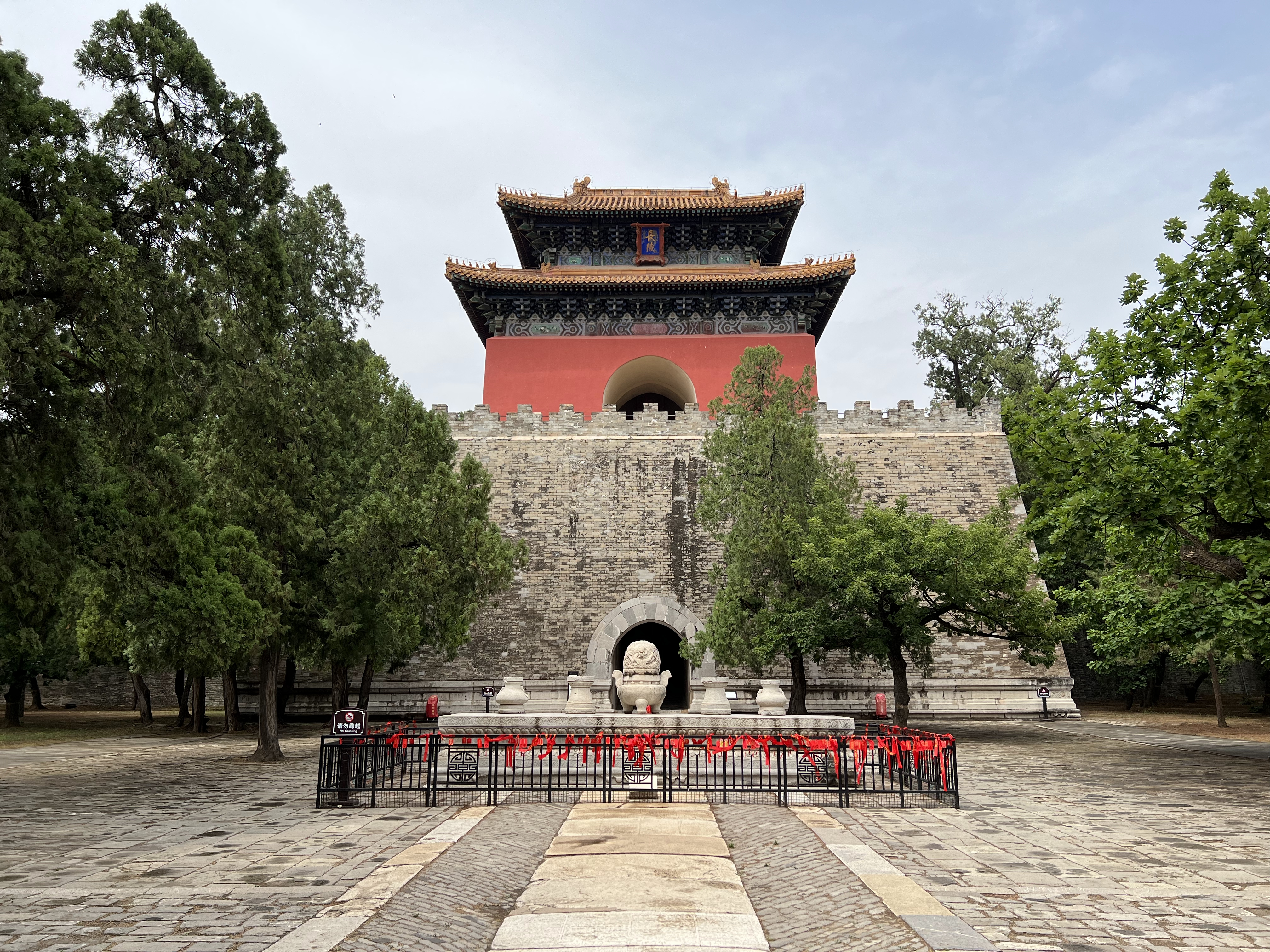
明长陵方城明楼
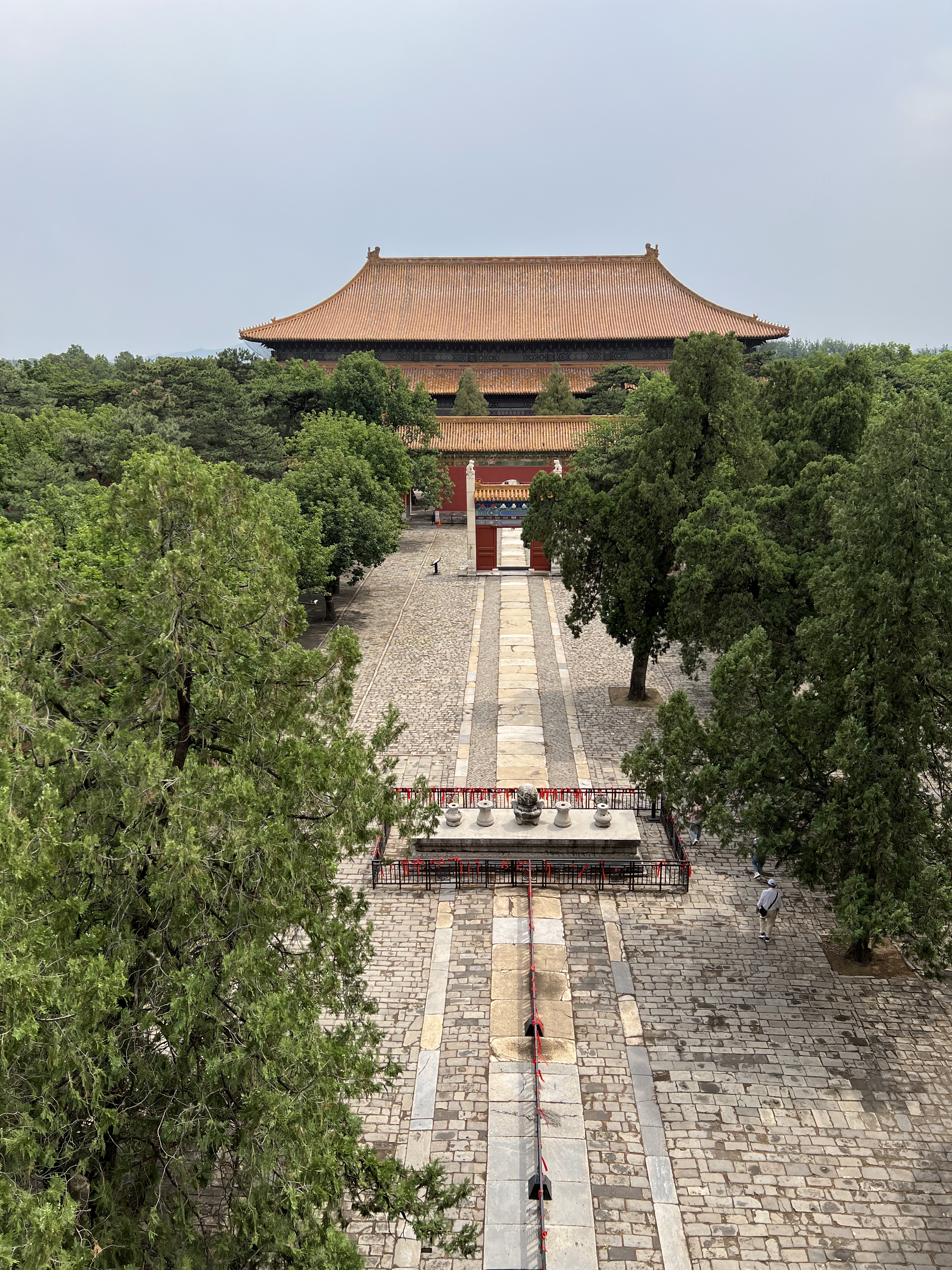
从长陵方城明楼俯视
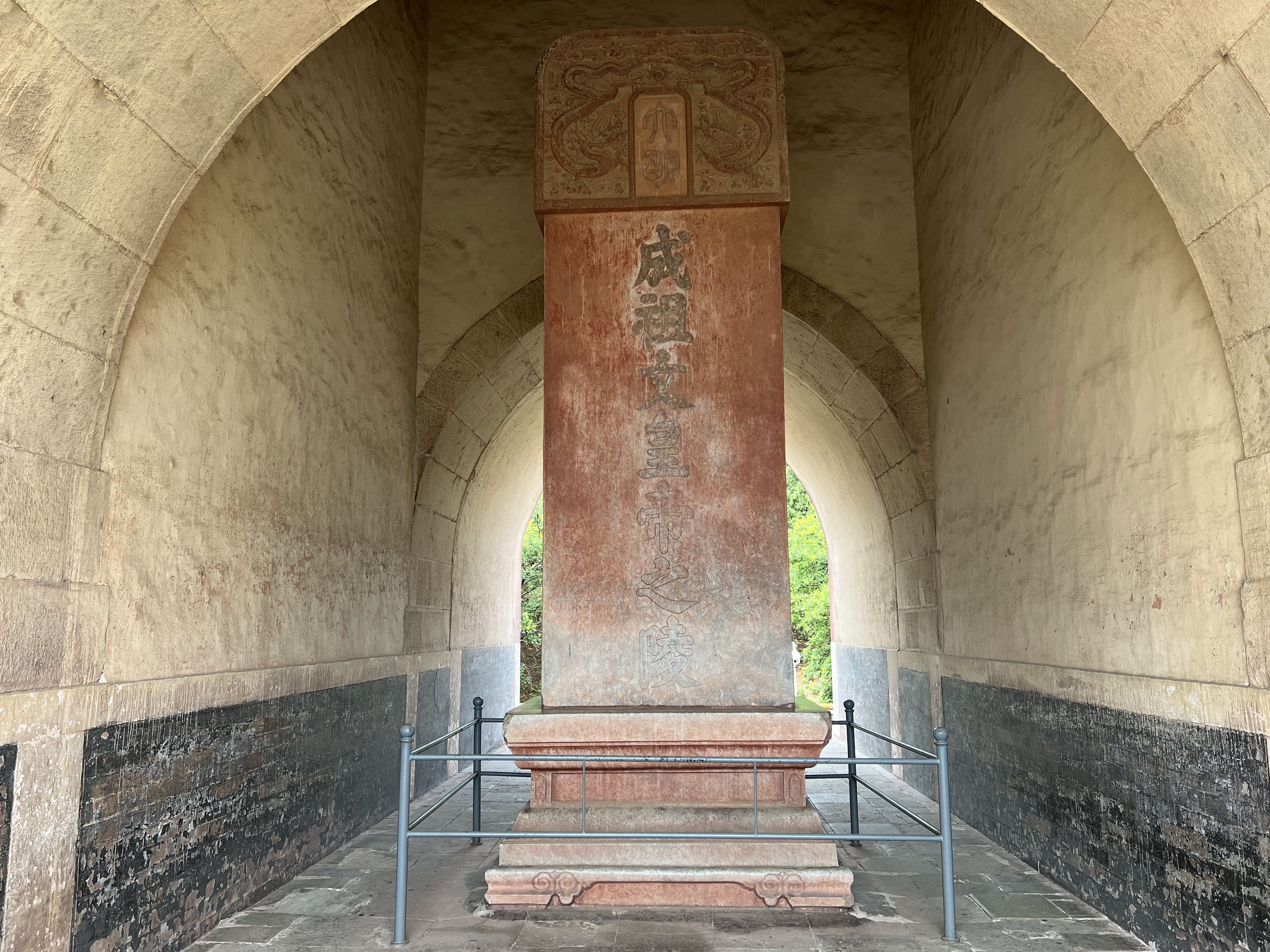
明长陵圣号碑